# Stichting Limburgse Tramweg Maatschappij
De Stichting Limburgse Tramweg Maatschappij is een rijdend museum gewijd aan het openbaar vervoer in Zuid-Limburg. Het depot is gevestigd in Eygelshoven in de Nederlandse provincie Limburg.
In 2016 werd de Stichting Stadsbus Museum Maastricht opgericht. In 2017 werd de naam veranderd in Limburgs Bus Museum. Begin 2021 werd de naam veranderd in de Stichting Limburgse Tramweg Maatschappij, mede door het in bruikleen verkrijgen van alle beeldmerken, rechten en reclameuitingen van de Limburgsche Tramweg Maatschappij. Doel van de stichting is onder andere het opknappen en op de weg houden van autobussen van de voormalige LTM om tot een rijdend museum te komen. Ook het in stand houden van het LTM bedrijfsarchief behoort tot haar doelstellingen.

## Collectie autobussen

### Bewaarde LTM-bussen
De stichting heeft drie voormalige LTM-bussen in haar bezit, de 5730 ( 1960 ) en de  6-132 en 6-137. 
De LTM 5730 AEC-Regal Mark 5 behoorde tot de laatste exemplaren uit een serie van 92 bussen waarbij het ondersteldoor AEC en de carrosserie door Roset is gebouwd. De bus is voorzien van een AEC Regal underfloor motor en beschikt over 46 zitplaatsen.
De bus kwam in 1960 in dienst en bleef de LTM trouw tot 1974. Hierna werd de bus als "strategische reserve" opgeslagen in Heerlen en Vaals. In 1980 werd de bus verkocht aan de Museum Streek- en Stadsautobussen Amsterdam ( MUSA ) in Amsterdam. Deze bleef ze trouw tot 2011 waarna ze overging naar de Stichting Veteranen Autobussen (SVA). Eind 2024 kon de Stichting Limburgse Tramweg Maatschappij de bus overnemen en keerde ze terug naar Zuid-Limburg. De bus is gewaardeerd met een A-status Nationaal Register Mobiel Erfgoed.
De 6-132 en 6-137 behoren tot een serie met het bouwjaar 1966. In dat jaar stelde de Limburgsche Tramweg Maatschappij veertien bussen  6-129 tot en met 6-142 (NS-nummers 7570-7583) in dienst. Deze Leyland-bussen met Den Oudsten-carrosserie behoorden tot de laatste zogenaamde bolramer-streekbussen. Ze hadden 40 zitplaatsen en 45 staanplaatsen en werden afgeleverd in de groene LTM-kleur.
Vanaf 1974 werd begonnen deze serie in de toenmalige okergele huisstijl van het Nederlandse openbaar vervoer te brengen. Dit werd verzorgd door het Centraal Autoherstel Bedrijf (CAB) te Utrecht, dat verantwoordelijk was voor het groot onderhoud aan de bussen van de NS-dochters zoals de LTM. In april 1978 werd het Verenigd Streekvervoer Limburg (VSL) opgericht na een fusie tussen de LTM te Heerlen en de NAO te Roermond. Bij VSL behielden de 6-132 en 6-137 hun oorspronkelijke nummers en bleven in dienst tot 1982.
In dat jaar werd de 6-132 door tussenkomst van een VSL-chauffeur van Poolse komaf geschonken aan de Katholieke Universiteit van Lublin in Polen. De bus werd gebruikt voor vervoer van studenten. Begin 2018 is deze bus teruggekeerd naar Zuid-Limburg. 
Ook in 1982 werd de 6-137 verkocht aan Maastricht Aachen Airport, die de bus gebruikte als platformbus op het luchthaventerrein voor het vervoer van passagiers. Een groot aantal stoelen werd verwijderd om meer staanplaatsen te genereren. Op de luchthaven kreeg hij het nummer B1.
Het Haags Bus Museum verwierf deze bus in 1994. Uiteindelijk werd van restauratie afgezien vanwege de slechte staat. Overwogen werd de bus te slopen voor onderdelen en alleen de 'kop' te bewaren. Hiervan werd afgezien en de bus werd in 2002 verkocht aan het Noordelijk Openbaar Vervoer Museum te Sneek. Hier werd de bus deels optisch gerestaureerd voor permanente statische tentoonstelling. In 2016 kon het Limburgs Bus Museum de bus overnemen waarna zij terugkeerde naar Zuid-Limburg.
Naast een collectie van historische bussen, beschikt de Stichting Limburgse Tramweg Maatschappij over een uitgebreid (foto) archief,  zowel bus als tram, onder andere van wijlen H. Schreuders ( auteur lectuur aangaande de LTM ).
De Stichting Limburgse Tramweg Maatschappij is lid van: Mobiele Collectie Nederland (MCN), Nationaal Register Mobiel Erfgoed (NRME), Exploitatieve Samenwerking Openbaarvervoermusea (ESO) en Federatie Historische Automobiel- en Motorfietsclubs (FEHAC).
| Nummer       | Bedrijf | Bouwjaar | Type                           | Opmerking                | Afbeelding |
| ------------ | ------- | -------- | ------------------------------ | ------------------------ | ---------- |
| 5730         | LTM     | 1960     | AEC - Regal MkV Roset          | In restauratie           |            |
| 6-132 (7573) | LTM     | 1966     | Leyland-Den Oudsten 'Bolramer' | In geconserveerde opslag |            |
| 6-137 (7578) | LTM     | 1966     | Leyland-Den Oudsten 'Bolramer' | In geconserveerde opslag |            |